# 朱議澳
弋陽王朱議澳（？—1650年9月26日（永曆四年九月壬子）），明朝宗室、南明軍事人物。

## 生平
朱議澳是弋陽榮莊王朱奠壏的後裔，隆武年間襲封弋陽王。永曆元年（1647年），他和廖文英在連陽山中避開清朝士兵，得土著擁戴。連陽從英德的滄光廠溯流而上，與陽山、連州相連，可直達湖廣，位處深山峭壁，土人都善用背著的砲，每發都會命中，李成棟多次攻打都不成功。之後李成棟反正，派洪士彭前往，也無法進入；王承恩帶著敕令前行，在陽山遇上朱議澳於。他的部下都自視放縱，不去入朝，屬下彭嗚京、鍾甲、羅甲願領眾跟隨王承恩效力，也沒有結果。後來他住在懷集；永曆四年（1650年）九月，馮天保於陽山假稱村夫是天啟太子，朱議澳命總兵李友梅、莫杏一執殺村夫。很快朱謀⿱例土來到，和李友梅捉住殺害他，攤分他的宮眷資產，並誣陷他和村夫來往；朝廷不過問，懷集人攻城為議澳復仇，朱謀⿱例土、李友梅逃去。

## 引用
1. ↑  錢海岳《南明史·卷三·本紀第三》：（永曆四年）九月壬子朔，……馮天保奉一男子假稱熹宗皇太子於陽山，信豐王（弋陽王）議澳執假太子，伏誅。巡撫朱謀〔例⿱土〕誘殺信豐王（弋陽王）議澳懷集。
2. 1 2  錢海岳《南明史·卷二十七·列傳第三》：弋陽王議澳，弋陽恭懿王多焜無子，國除，不知何所出，隆武時封。永曆元年三月，與廖文英避兵連陽山中，土人擁戴之。連陽從英德之滄光廠溯流而上，為陽山、連州連山，達於湖廣，地皆深林峭壁，人善用礮，以背負之，發輒命中。李成棟屢攻不克。
3. ↑  錢海岳《南明史·卷二十七·列傳第三》：反正後，遣洪士彭往，亦不得入。王承恩請行，命齎敕往，遇議澳於陽山。其眾皆居奇自恣，不聽赴闕，標下彭嗚京、鍾甲、羅甲願以眾隨承恩自效，亦不果。已居懷集。四年九月，馮天保奉村夫稱天啟太子於陽山，議澳命總兵李友梅、莫杏一執誅村夫。未幾，謀⿱例土至，與友梅執議澳，遇害薨。分其宮眷資財，誣議澳與村夫通。朝廷不問。懷集人攻城為議澳復仇，謀⿱例土、友梅走。